# Callopizoma
Callopizoma is een geslacht van vlinders van de familie spinners (Lasiocampidae).

## Soorten
- C. malgassica (Kenrick, 1914)
- C. micans De Lajonquière, 1972